# Günter Gollos
Günter Gollos (* 17. Januar 1942) ist ein ehemaliger deutscher Sprinter und Weitspringer, der für die DDR startete.
Bei den Europäischen Hallenspielen wurde er über 50 Meter 1967 in Prag Vierter. 1968 in Madrid gewann er Bronze.
1969 wurde er bei den Europäischen Hallenspielen in Belgrad Vierter über 50 Meter und bei den Europameisterschaften in Athen Fünfter in der 4-mal-100-Meter-Staffel.
Fünfmal wurde er DDR-Hallenmeister über 50 bzw. 55 Meter (1964, 1965, 1967–1969). Mit der Stafette des ASK Vorwärts Potsdam wurde er 1968 und 1970 DDR-Meister in der 4-mal-100-Meter-Staffel. Bei den DDR-Meisterschaften wurde er 1963, 1964, 1965 und 1967 jeweils Zweiter im Weitsprung, 1965 und 1967 jeweils Dritter über 100 Meter.

## Persönliche Bestleistungen
- 100 m: 10,2 s, 11. Juli 1968, Potsdam
- Weitsprung: 7,82 m, 11. Juli 1964, Jena